# Primærrute 55
De Primærrute 55 is een hoofdweg in Denemarken. De weg loopt van Aalborg naar Hirtshals. De Primærrute 55 loopt over het schiereiland Jutland en het eiland Vendsyssel-Thy en is ongeveer 77 kilometer lang.